# Copa Sri Lanka de Futebol
A Sri Lanka FA Cup é o principal torneio eliminatório do futebol masculino de Sri Lanka.

## Campeões

### Ceylon FA Cup
- 1948 : Sunrise SC (Colombo) 2-1 Police SC (Colombo)[1]
- 1949 : Saunders SC (Colombo) bt  Police SC (Colombo)[1]
- 1951 : Sunrise SC (Colombo) 2-0 Police SC (Colombo)
- 1952 : Saunders SC (Colombo)
- 1954 : Saunders SC (Colombo)
- 1955 : Saunders SC (Colombo)  2-0 Royal Air Force
- 1960 : Saunders SC (Colombo) 7-2 Wellawatte Spinningá Weaving Mills
- 1960 : Army SC (Colombo)    bt  Ratnam SC (Colombo)
- 1963 : Saunders SC (Colombo)
- 1964 : Saunders SC (Colombo)
- 1967 : Sunrise SC (Colombo)
- 1967 : Victory SC (Colombo)
- 1969 : Colombo Municipal Council SC
- 1971 : Colombo Municipal Council SC
- 1972 : Colombo Municipal Council SC
- 1973 : Colombo Municipal Council SC
- 1982 : National united SC (Gampola)
- 1983/84 : Saunders SC (Colombo) bt  Renown SC (Colombo)
- 1984/85 : Saunders SC (Colombo) 4-2 Renown SC (Colombo)
- 1985/86 : Air Force SC (Colombo)  bt  Renown SC (Colombo)
- 1986/87 : Renown SC (Colombo)

### Bristol/Sharp/Holcim FA Cup
- 1987/88 : Saunders SC (Colombo)
- 1988/89 : Renown SC (Colombo) 4-0 Saunders SC (Colombo)
- 1989/90 : Renown SC (Colombo) bt Air Force SC (Colombo)
- 1990/91 : York SC (Kandy) bt Old Benedictans SC (Colombo)
- 1991/92 : Saunders SC (Colombo) bt Old Benedictans SC (Colombo)
- 1992/93 : Saunders SC (Colombo)
- 1993/94 : Renown SC (Colombo) bt Police SC (Colombo)
- 1994/95 : Renown SC (Colombo) 2-0 Ratnam SC (Colombo)
- 1995/96 : Old Benedictans SC (Colombo)  bt Renown SC (Colombo)
- 1996/97 : Saunders SC (Colombo) 1-0 Police SC (Colombo)
- 1997/98 : não houve
- 1998/99 : Saunders SC (Colombo) 3-2 Renown SC (Colombo)
- 1999/00 : Ratnam SC (Colombo) 2-1 Saunders SC (Colombo)
- 2000/01 : Saunders SC (Colombo)  4-0 Negombo Youth SC
- 2001/02 : Ratnam SC
- 2002/03 : Renown SC (Colombo)  1-0 Air Force SC (Colombo)
- 2003/04 : Ratnam SC (Colombo) 2-2 4-2pen Renown SC (Colombo)
- 2005 : Ratnam SC (Colombo) 3-1 Saunders SC (Colombo)
- 2006 : Ratnam SC (Colombo)   2-2 5-3pen Negombo Youth SC
- 2007 : 'National United SC'(Gampola)           3-0 Saunders SC (Colombo)
- 2008 : Police SC (Colombo)           1-1 6-5pen Civil Security Force
- 2009 : Ratnam SC (Colombo)   3-3 3-0pen Army SC
- 2010 : Navy SC (Colombo)            2-1 Nandimithra SC
- 2011 : Army SC                      2-0 Don Bosco SC (Negombo)
- 2012 : Navy SC (Colombo)     1-1 5-4pen Army SC
- 2013/14 : Army SC                      2-0 Blue Star SC (Kalutara)